# ليام يونغ
ليام يونغ (بالإنجليزية: Liam Young)‏ هو مصمم ومهندس معماري بريطاني، ولد في 13 مارس 1979 في أستراليا.

## وصلات خارجية
- ليام يونغ على موقع IMDb (الإنجليزية)